# Metropoles
Metropoles is een Belgische stripreeks die begonnen is in april 1989 met Michel Danverre als schrijver en Peter Li als tekenaar.

## Albums
Alle albums zijn geschreven door Michel Danverre, getekend door Peter Li en uitgegeven door Le Lombard.
1. Edelstenen van Rome
2. Een vrouw in het spel
3. Op noorderbreedte